# Sepedonea trichotypa
Sepedonea trichotypa är en tvåvingeart som beskrevs av Amnon Freidberg 1991. Sepedonea trichotypa ingår i släktet Sepedonea och familjen kärrflugor. Inga underarter finns listade i Catalogue of Life.